# Дубонт (озеро)
Дубонт (англ. Dubawnt Lake) — озеро в Канаді, на території Нунавут. Розташоване в південній частині території, за 350 км на південь від Полярного кола. Площа водної поверхні 3629 км², загальна площа — 3833 км², це друге за величиною озеро території після озера Неттіллінг на острові Баффінова Земля. Висота над рівнем моря 236 метрів. Через озеро протікає однойменна річка, що впадає на південному заході і випливає на північному сході. Далі через озеро Абердин і річку Телон води озера потрапляють у Гудзонову затоку. Озеро має мінливу берегову лінію і численні острови.
Вода в озері вирізняється прозорістю, озеро багате цінною рибою (пструг струмковий, сиг і харіус сибірський). Рослинність берегів озера — низька арктична тундра, хоча біля південного берега зустрічаються гайки чахлої ялини.
Озеро лежить на шляху міграції оленів карібу, загальною чисельністю понад півмільйона тварин. Вовки, лисиці і ведмеді — головні хижаки цього регіону. Постійного населення немає.
Семюель Герн відкрив озеро у 1770 році, але воно залишалося практично невідомим до 1893 року, доки Джозеф Б.Тіррелл повторно не обстежив його.
У літній час озеро стає одним з центрів любительського рибальства. Спеціалізація: пструг струмковий.